# NGC 3650
NGC 3650 est une galaxie spirale vue par la tranche et située dans la constellation du Lion. NGC 3650 a été découverte par l'astronome américain Lewis Swift en 1886.

## Caractéristiques
Sa vitesse par rapport au fond diffus cosmologique est de 4 696 ± 23 km/s, ce qui correspond à une distance de Hubble de 69,3 ± 4,9 Mpc (∼226 millions d'al). 
La classe de luminosité de NGC 3650 est II.